# قاعدة جراند فوركس الجوية (داكوتا الشمالية)
قاعدة جراند فوركس الجوية (بالإنجليزية: Grand Forks Air Force Base)‏ هي منطقة سكنية تقع بولاية داكوتا الشمالية في الولايات المتحدة.
تبلغ مساحتها 21.1 كم2، وترتفع عن سطح البحر 273 م، بلغ عدد سكانها 2002 نسمة في عام 2020 حسب إحصاء مكتب تعداد الولايات المتحدة وتصل الكثافة السكانية فيها 112.4 نسمة لكل كيلومتر مربع (291.1/ميل2).

## التركيبة السكانية
حدّد مكتب تعداد الولايات المتحدة بيانات التركيبة السكانية للقاعدة في تعداد الولايات المتحدة. في ما يلي، التركيبة السكانية حسب تعدادي 2000 و2010.

### تعداد عام 2000
بلغ عدد سكان 4,832 نسمة بحسب تعداد عام 2000، وبلغ عدد الأسر 1,279 أسرة وعدد العائلات 1,230 عائلة مقيمة في المنطقة السكنية. في حين سجلت الكثافة السكانية 229 نسمة لكل كيلومتر مربع (593.1/ميل2). وبلغ عدد الوحدات السكنية 1,516 وحدة بمتوسط كثافة قدره 71.8 لكل كيلومتر مربع (186.0/ميل2).
وتوزع التركيب العرقي للمنطقة السكنية بنسبة 80.86% من البيض و8.40% من الأمريكيين الأفارقة و0.89% من الأمريكيين الأصليين و2.42% من الأمريكيين ذوي الأصول الآسيوية و0.31% من سكان جزر المحيط الهادئ و2.67% من الأعراق الأخرى و4.45% من عرقين مختلطين أو أكثر و5.98% من الهسبانيون أو اللاتينيون من أي عرق.
بلغ عدد الأسر 1,279 أسرة كانت نسبة 77.8% منها لديها أطفال تحت سن الثامنة عشر تعيش معهم، وبلغت نسبة الأزواج القاطنين مع بعضهم البعض 88.5% من أصل المجموع الكلي للأسر، ونسبة 4.1% من الأسر كان لديها معيلات من الإناث دون وجود شريك، بينما كانت نسبة 3.5% من الأسر لديها معيلون من الذكور دون وجود شريكة وكانت نسبة 3.8% من غير العائلات. تألفت نسبة 3% من أصل جميع الأسر من عدة أفراد يعيشون في نفس المنزل. وبلغ متوسط حجم الأسرة المعيشية 3.41، أما متوسط حجم العائلات فبلغ 3.48.
بلغ العمر الوسطي للسكان 21.9 عاماً. وكانت نسبة 38.4% من القاطنين تحت سن الثامنة عشر، وكانت نسبة 11.5% بين الثامنة عشر والرابعة والعشرين عاماً، ونسبة 38.4% كانت واقعةً في الفئة العمرية ما بين الخامسة والعشرين والرابعة والأربعين عاماً، ونسبة 1.7% كانت ما بين الخامسة والأربعين والرابعة والستين، ونسبة 0.1% كانت ضمن فئة الخامسة والستين عاماً فما فوق. يوجد لكل 100 أنثى 102.1 ذكر، ويوجد لكل 100 أنثى في الثامنة عشر من عمرها فما فوق 102.1 ذكر.
بلغ متوسط دخل الأسرة في المنطقة السكنية 36,414 دولارًا، أما متوسط دخل العائلة فبلغ 36,104 دولارًا. وكان متوسط دخل الذكور 24,413 دولارًا مقابل 17,750 دولارًا للإناث. وسجل دخل الفرد الخاص بالمنطقة السكنية 11,503 دولارًا. وكانت نسبة 4% من العائلات ونسبة 4.2% من السكان تحت خط الفقر، وكان من هؤلاء نسبة 3.6% تحت سن الثامنة عشر ونسبة 0% في الخامسة والستين من العمر وما فوق.

### تعداد عام 2010
بلغ عدد سكان 2,367 نسمة بحسب تعداد عام 2010، وبلغ عدد الأسر 597 أسرة وعدد العائلات 560 عائلة مقيمة في المنطقة السكنية. في حين سجلت الكثافة السكانية 112.2 نسمة لكل كيلومتر مربع (290.6/ميل2). وبلغ عدد الوحدات السكنية 807 وحدة بمتوسط كثافة قدره 38.2 لكل كيلومتر مربع (98.9/ميل2).
وتوزع التركيب العرقي للمنطقة السكنية بنسبة 77.10% من البيض و10.18% من الأمريكيين الأفارقة و0.51% من الأمريكيين الأصليين و2.83% من الأمريكيين ذوي الأصول الآسيوية و0.72% من سكان جزر المحيط الهادئ و2.87% من الأعراق الأخرى و5.79% من عرقين مختلطين أو أكثر و10.01% من الهسبانيون أو اللاتينيون من أي عرق.
بلغ عدد الأسر 597 أسرة كانت نسبة 73.2% منها لديها أطفال تحت سن الثامنة عشر تعيش معهم، وبلغت نسبة الأزواج القاطنين مع بعضهم البعض 80.9% من أصل المجموع الكلي للأسر، ونسبة 11.4% من الأسر كان لديها معيلات من الإناث دون وجود شريك، بينما كانت نسبة 1.5% من الأسر لديها معيلون من الذكور دون وجود شريكة وكانت نسبة 6.2% من غير العائلات. تألفت نسبة 5.5% من أصل جميع الأسر من عدة أفراد يعيشون في نفس المنزل. وبلغ متوسط حجم الأسرة المعيشية 3.35، أما متوسط حجم العائلات فبلغ 3.49.
بلغ العمر الوسطي للسكان 21.7 عاماً. وكانت نسبة 36.6% من القاطنين تحت سن الثامنة عشر، وكانت نسبة 27.7% بين الثامنة عشر والرابعة والعشرين عاماً، ونسبة 33% كانت واقعةً في الفئة العمرية ما بين الخامسة والعشرين والرابعة والأربعين عاماً، ونسبة 2.6% كانت ما بين الخامسة والأربعين والرابعة والستين، ونسبة 0.1% كانت ضمن فئة الخامسة والستين عاماً فما فوق. وتوزع التركيب الجنسي للسكان بنسبة 54% ذكور و46% إناث.

### تعداد عام 2020
تضاءل عدد السكان إلى 2002 أي بنسبة انخفاض قدرها 15,4%.